# Composition continue
En musique, la composition continue est la qualité d'une musique sans répétition de motifs ou de sections. Le terme est généralement utilisé pour décrire des lieder ou des mélodies (on emploie dans ces cas le terme allemand durchkomponiert), mais il peut également s'appliquer à la musique instrumentale.
Alors que la plupart des formes musicales telles que la forme ternaire (ABA), la forme rondo (ABACABA) et la forme sonate reposent sur la répétition de sections, les pièces en composition continue ne réutilisent pas le matériel (ABCD). Cette introduction constante de nouveaux matériaux est plus perceptible dans les mises en musique des poèmes, contrairement à la forme strophique souvent utilisée (AAA). Les chansons en composition continue ont une musique différente pour chaque strophe des paroles.

## Exemples
De nombreux exemples de cette forme peuvent être trouvés dans les lieder de Schubert. Citons par exemple son lied Erlkönig, où il n'y a pas une strophe identique à une autre (bien que partageant certains éléments musicaux, notamment le crépitement des sabots du cheval dans la main droite du pianiste et certains éléments mélodiques).
Dans la musique instrumentale, citons la « Symphonie dite de l'adieu » de Haydn.

## Opéras et comédies musicales
Le terme « composition continue » s'applique également à l'opéra et à la comédie musicale pour indiquer une œuvre consistant en un flux ininterrompu de musique du début à la fin, comme dans les opéras de Wagner, par opposition à une série d'airs interrompues par des récitatifs ou des dialogues parlés, comme cela se produit dans les opéras baroques italiens et les opéras de Mozart.